# Cargill Gilston Knott

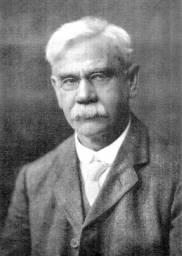

Cargill Gilston Knott (Penicuik, 30 de junho de 1856 - Edimburgo, 26 de outubro de 1922) foi um físico escocês físico e matemático. Foi um pioneiro na pesquisa sismológica. O início de sua carreira foi no Japão. Mais tarde, ele tornou-se membro da Royal Society, secretário da Royal Society of Edinburgh, e presidente da Sociedade Meteorológica Escocesa.

## Biografia
Knott nasceu em Penicuik, Midlothian. Foi educado em Arbroath na High School em Angus, e frequentou a Universidade de Edimburgo, onde estudou ao lado de James Alfred Ewing. Ele trabalhou em vários aspectos da eletricidade e do magnetismo, obtendo seu doutorado em 1879.
Ele foi nomeado como assistente em Filosofia Natural na Universidade de Edimburgo em 1879 e ocupou este cargo até 1883, quando saiu para assumir um cargo na Universidade Imperial de Tóquio. Ele foi eleito membro da Royal Society de Edimburgo, em 1880, depois de ter sido antecedido por Peter Guthrie Tait, Alexander Crum Brown, John Gray McKendrick  e Alexander Buchan. Ele também foi um dos fundadores da Sociedade de Matemática de Edimburgo, tomando posse da cadeira na primeira reunião em uma sexta-feira, 2 de fevereiro de 1883.